# Pena de muerte en Moldavia

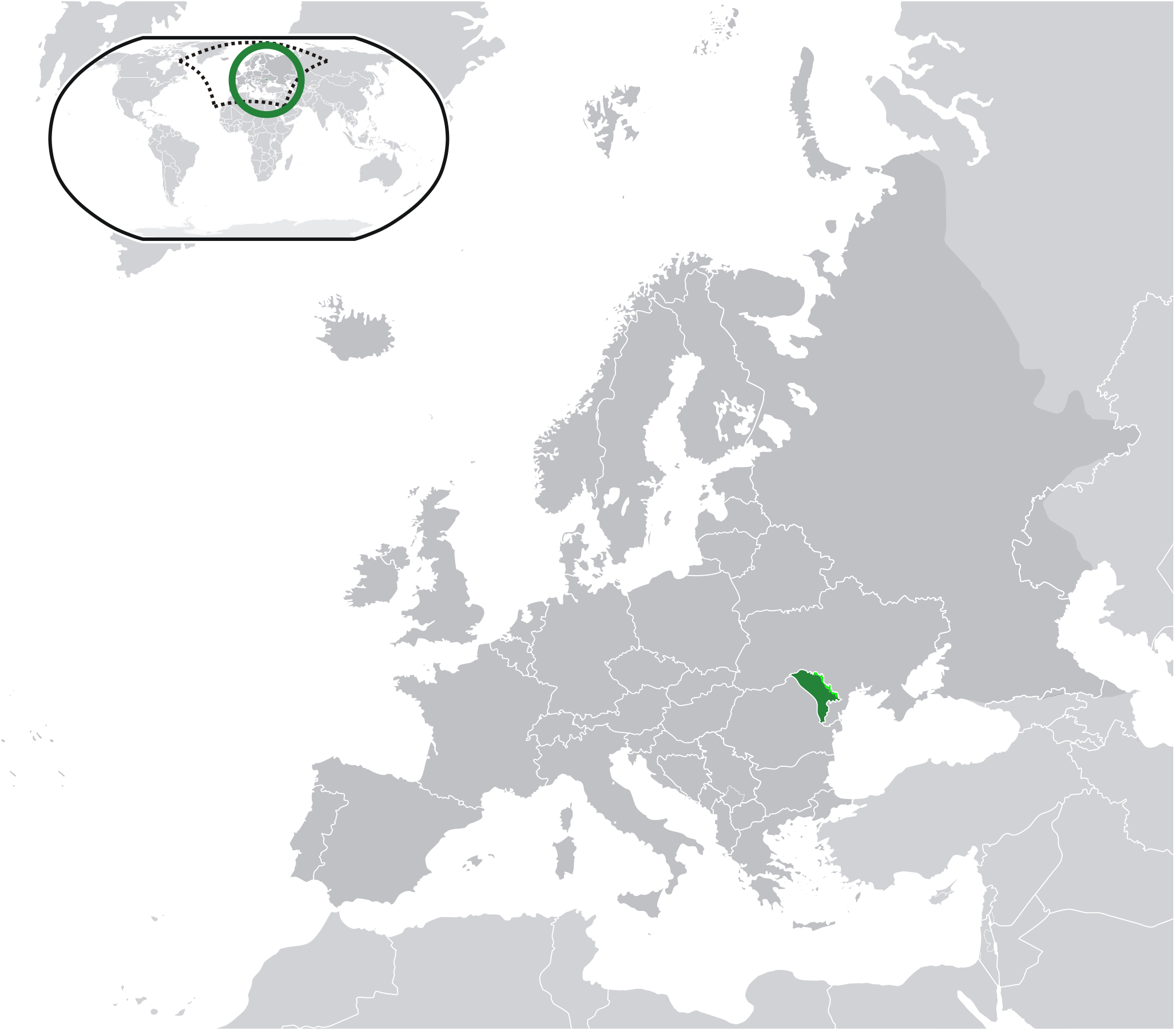
Ubicación de Moldavia (verde) y Transnistria (verde ligero) en el mapa de Europa

La pena de muerte en Moldavia fue abolida en 2005.
Moldavia no ha ejecutado a nadie desde su independencia. La pena de muerte se abolió por primera vez en 1995 para los delitos generales; pero, hasta 2006, la Constitución la mantuvo para los delitos cometidos durante en situación de guerra o durante una amenaza inevitable de guerra.
Moldavia es miembro del Consejo de Europa. También ha firmado y ratificado el Protocolo n.º 13.
El Estado parcialmente reconocido de Transnistria, que declaró su independencia en 1990, conserva la pena capital, pero la ha colocado bajo moratoria.
- Derechos humanos en Moldavia